# Città Sant'Angelo
Città Sant'Angelo är en ort och kommun i provinsen Pescara i regionen Abruzzo i Italien. Kommunen hade 15 057 invånare (2018).